# Franck Pulcini
Franck Pulcini est un trompettiste classique français, né à Limoges (Haute-Vienne).

## Biographie
Franck Pulcini débute la musique au conservatoire de Limoges, dans la classe de Gérard Dubarry, où il obtient une médaille d'or ainsi qu'un prix de la ville. Pendant plusieurs années, il part se perfectionner auprès de nombreux trompettistes faisant référence tels que : Marcel Lagorce, Bernard Jeanoutot, Bo Nilsson, Roger Delmotte, Carmine Caruso et Antoine Curé. 
En 1983, il entre au conservatoire national supérieur de musique de Paris dans la classe de Pierre Thibaud. Il se perfectionne pendant 3 ans pour, en 1986, obtenir un premier prix à l'unanimité.
Il jouera ensuite avec les orchestres les plus prestigieux à la fois sur le plan national et international tels que: l'orchestre philharmonique de radio France,  l'orchestre national de France,  l'ensemble intercontemporain, l'orchestre de l'opéra de Paris, l'orchestre national de Bordeaux Aquitaine, l'orchestre du capitole de Toulouse, l'orchestre national de Montpellier, ainsi que de Francfort et Munich. Il aura ainsi l'occasion d'être dirigé par Pierre Boulez, Lorin Maazel, Emmanuel Krivine, Georges Prêtre, Carlo Maria Giulini, Michael Gielen, Sylvain Cambreling, Marek Janowski, Seiji Ozawa.
En 1994, il remporte le premier prix du concours international de Tokyo. Il est également lauréat de plusieurs concours de trompette internationaux en tant que soliste: concours international de musique de Prague, Toulon, l'International Trumpet Guild à Tallahassee en Floride. 
En 1995, il devient trompette solo de l'Orchestre symphonique de la SWR de Baden-Baden et Fribourg-en-Brisgau
Côté musique de chambre, il fonde avec Jean-Pierre Cénédèse, Bruno Flahou et Thierry Thibault l'ensemble de cuivres Epsilon. Ce quatuor de cuivres est lauréat du concours international de Narbonne et du concours de musique de chambre d'Osaka au Japon. En plus de faire nombreux concerts, l'ensemble Epsilon participent à de nombreux stages musicaux dans le monde entier.
Il est directeur artistique, avec ces trois complices d'Epsilon, du festival Cuivres en Fête (anciennement nommé Epsival) à  Limoges, qui mélange à la fois concert et masterclass chaque année au mois d'août. 
Il se produit régulièrement lors de tournées dans le monde entier, que ce soit en musique de chambre avec l'Ensemble Epsilon, en récital ou en tant que soliste accompagné par les plus grands orchestres.